# A Scientific Dissent from Darwinism

A Scientific Dissent from Darwinism ou simplement Dissent from Darwinism (en français Une dissidence scientifique contre le darwinisme ou Dissidence contre le darwinisme) est une déclaration publiée en 2001 par le Discovery Institute, un groupe de réflexion chrétien conservateur basé à Seattle (Washington, États-Unis), connu pour sa promotion du dessein intelligent (intelligent design en anglais). 
Dans le cadre de la campagne Teach the Controversy (Enseignons la Controverse) du Discovery Institute, la déclaration exprime un scepticisme quant à la capacité des mutations aléatoires et de la sélection naturelle à expliquer la complexité du vivant et encourage un examen attentif des preuves du darwinisme, un terme employé par les partisans du dessein intelligent pour se référer à la théorie de l'évolution.
La déclaration a été publiée dans des annonces publicitaires sous une introduction déclarant que ses signataires contestent l'affirmation selon laquelle la théorie de l'évolution de Darwin explique en totalité la complexité du vivant, et contestent le fait que « toutes les données scientifiques connues prouvent l'évolution [darwinienne] » ,. Selon le Discovery Institute, la pétition (et les premiers signataires qui l'ont ratifiée) a tout d'abord été lancée pour réfuter les affirmations des promoteurs de la série télévisée sur PBS Evolution selon lesquelles « pratiquement tous les scientifiques du monde croient que la théorie est valide ». Les noms de signataires supplémentaires ont été ajoutés à intervalles réguliers,. La liste continue d’être utilisée dans les campagnes du Discovery Institute promouvant le dessein intelligent dans le but de discréditer la théorie de l'évolution et de renforcer les affirmations selon lesquelles le dessein intelligent est scientifiquement valable en arguant que la théorie de l’évolution ne bénéficie pas d'un consensus scientifique.
La déclaration est trompeuse et ambiguë car elle utilise des termes à sens multiples tels que darwinisme, qui peut se référer spécifiquement à la sélection naturelle ou de façon informelle à l'évolution en général, et elle a recours au sophisme de l'homme de paille à travers l'affirmation selon laquelle les mutations aléatoires et la sélection naturelle sont insuffisantes pour rendre compte de la complexité de la vie, alors que la théorie de l'évolution standard implique d'autres facteurs tels que le flux de gènes, la recombinaison génétique, la dérive génétique et l'endosymbiose,. Les scientifiques et les professeurs ont noté que ses signataires, qui incluent des historiens et des philosophes des sciences ainsi que des scientifiques, représentaient une fraction infime du nombre de scientifiques et d’ingénieurs qualifiés pour la signature. 
L' intelligent design n'a pas réussi à produire de recherche à caractère scientifique et a été rejetée par la communauté scientifique, y compris de nombreuses organisations scientifiques de premier plan,. On a également reproché à la déclaration contenue dans le document d'avoir été formulée de manière à représenter un large éventail d'opinions, définies dans un contexte trompeur de manière à dérouter le public. Les affiliations et domaines de compétence des signataires énumérés ont également été critiqués,.

## Déclaration
Une dissidence scientifique contre le darwinisme déclare : 

« Nous sommes sceptiques à propos des affirmations selon lesquelles la capacité des mutations aléatoires et la sélection naturelle rendent compte de la complexité du vivant. Un examen méticuleux des preuves de la théorie de Darwin devrait être encouragée. »

Cette déclaration et son titre font référence à l'évolution en tant que darwinisme ou théorie darwinienne, ce qui peut prêter à confusion en raison du fait que ces termes ont différentes significations, mais désignent généralement l'évolution due au mécanisme de la sélection naturelle plutôt que la définition plus large du terme, à savoir, chez une espèce, le changement au niveau des caractères hérités de génération en génération. Les termes ont désigné différentes choses pour différentes personnes à différents moments. En termes d'histoire de la pensée évolutionniste, le darwinisme et le néo-darwinisme sont les prédécesseurs de la théorie de l'évolution actuelle, la synthèse évolutive moderne,. Cependant, dans le contexte de la controverse création-évolution, le terme darwinisme est couramment utilisé par les créationnistes pour désigner les scientifiques et les professeurs de sciences qui s'opposent à eux et pour prétendre que les désaccords scientifiques sur les mécanismes spécifiques de l'évolution peuvent parfois être assimilés à un rejet de la théorie de l'évolution dans son ensemble. Les partisans de l'intelligent design utilisent le terme sous tous ces sens, y compris l'idée qu'il s'agit d'une idéologie matérialiste et affirment que, du fait qu'il propose des processus naturels comme explication de l'évolution, le darwinisme peut être assimilé à l'athéisme et présenté comme incompatible avec le Christianisme.

Charles Darwin lui-même a décrit la sélection naturelle comme étant « le moyen principal mais non exclusif » de modification des espèces. La théorie moderne de l'évolution inclut la sélection naturelle et la dérive génétique comme mécanismes et ne conclut pas que « la capacité de mutation aléatoire et la sélection naturelle » rendent compte « de la complexité de la vie ». Barbara Forrest, professeure de philosophie à l'Université du Sud-Est de Louisiane, et Glenn Branch, directrice adjointe du National Center for Science Education, ont commenté l'ambiguïté de la déclaration et son utilisation dans le spot publicitaire original : 

« Une telle déclaration pourrait facilement obtenir l'accord de scientifiques n'ayant pas de doutes sur la théorie de l'évolution en tant que telle, mais contestant l'exclusivité du "Darwinisme", c'est-à-dire la sélection naturelle, alors que d'autres mécanismes comme la dérive génétique et les flux de gènes font actuellement l'objet de débats actifs. Pour les néophytes, en revanche, le spot publicitaire donne la nette impression que les 100 scientifiques signataires remettent en question l'évolution en elle-même. »

— P. F. Gross et B. C. Forrest, Creationism's Trojan horse: the wedge of intelligent design
Skip Evans, également membre du Centre National pour l'Éducation Scientifique, a noté que lors de l'entretien, plusieurs des scientifiques qui avaient signé la déclaration avaient accepté la filiation commune à partir d'un ancêtre commun universel. Il suggère donc que cette confusion a en fait été soigneusement élaborée.

## Utilisation de la part du Discovery Institute
En donnant l'impression que l'évolution fait l'objet de nombreuses controverses et de nombreux débats au sein de la communauté scientifique, alors qu'elle est en fait soutenue de façon écrasante par les scientifiques,, la liste est utilisée pour appuyer d'autres campagnes du Discovery Institute promouvant le dessein intelligent, dont Enseigner la controverse, Analyse critique de l'évolution, Liberté d'expression sur l'évolution et Debout pour la science. Par exemple, dans sa campagne Enseigner la controverse, l'Institut affirme que « la théorie de l'évolution est en crise » et que de nombreux scientifiques la critiquent et citent la liste comme preuve ou source. Le Discovery Institute affirme également que ces informations ne sont pas divulguées (alors que selon eux elles le devraient) aux étudiants des cours de sciences dans les lycées publics, de même que des alternatives à l'évolution, telles que l'intelligent design. L'Institut utilise « Une dissidence scientifique contre le darwinisme » comme preuve pour soutenir son affirmation selon laquelle l'évolution est largement contestée au sein de la communauté scientifique,,. En 2002, Stephen C. Meyer, fondateur du Centre pour la Science et la Culture affilié au Discovery Institute, a présenté cette liste comme preuve au Conseil de l'Éducation de l'Ohio pour promouvoir la campagne Enseigner la Controverse. Il l'a citée comme démontrant qu'il y avait une véritable controverse sur l'évolution darwinienne. Lors des Audiences sur l'Évolution (Kansas Evolution hearings) tenues en 2005 au Kansas, Meyer a cité la liste pour appuyer son affirmation selon laquelle il y avait une « dissidence scientifique significative du darwinisme » dont les étudiants devraient être informés.
La liste a été publiée dans des périodiques de premier plan tels que The New York Review of Books, The New Republic et The Weekly Standard en octobre et novembre 2001, « pour réfuter les fausses allégations des darwinistes selon lesquelles aucun scientifique réputé n'est sceptique à propos du darwinisme » en « produisant une liste de 100 dissidents scientifiques »,. Sa première diffusion a été planifiée pour coïncider avec la diffusion de la série télévisée sur la PBS Evolution fin 2001. Le Discovery Institute a également lancé un site web connexe pour promouvoir la liste.
Le Discovery Institute a continué de collecter des signatures, atteignant 300 signatures en 2004, plus de 400 en 2005, plus de 600 en 2006 (à partir de là le Discovery Institute a commencé à intégrer des scientifiques non-Américains dans la liste), plus de 700 en 2007 et plus de 1 000 en 2019. Le Discovery Institute inclut une description de la liste dans sa foire aux questions.
L'organisation Médecins et Chirurgiens pour l'Intégrité Scientifique du Discovery Institute a créé Médecins et Chirurgiens Dissidents contre le Darwinisme, une liste similaire destinée aux professionnels de la santé. Le Discovery Institute a compilé et distribué d'autres listes de scientifiques locaux confuses et trompeuses au cours de controverses sur l'éducation à la théorie de l'évolution en Géorgie, au Nouveau-Mexique, dans l'Ohio et au Texas,.
En 2008, un article du Cybercast News Service la citait en référence à une réfutation émise par Rob Crowther, directeur des communications du Discovery Institute, en réponse à une étude indiquant que la majorité des Américains soutenait la théorie de l'évolution, son rôle dans la science et l'importance de son enseignement dans les écoles.

## Réponses
Le document Dissidence scientifique contre le darwinisme a été largement critiqué pour plusieurs raisons. Premièrement, comme dans les listes précédentes établies par d’autres créationnistes, l’expertise professionnelle de celles et ceux qui y sont énumérés n’est pas toujours apparente et est alléguée comme étant déficiente. En outre, les affiliations professionnelles et les accréditations revendiquées par certains des signataires ont été mises en doute. Enfin, il semblerait que certains figurant dans la liste ne sont pas fermement attachés au programme proposé par le Discovery Institute, et ont été induits en erreur pour signer ou ont depuis changé d'avis. Russell D. Renka, politologue, a déclaré que le Discovery Institute avait présenté la liste en utilisant le sophisme de l'appel à l'autorité pour appuyer son point de vue anti-évolution.
Un article du Center for Enquiry a déclaré que la Dissidence contre le Darwinisme était l'une des campagnes pour l'intelligent design du Discovery Institute visant à discréditer l'évolution et à renforcer les affirmations selon lesquelles l'intelligent design est scientifiquement valable en donnant l'impression que la théorie de l'évolution manque d'un large consensus scientifique.
En novembre 2001, le Centre National de l’Enseignement des Sciences a déclaré que la version d'alors du document semblait être « très astucieusement formulée » pour représenter un large éventail d’opinions, définies dans un contexte qui donne une tournure trompeuse de nature à semer la confusion dans l'esprit du public.
Co-auteurs de Intelligent Design Creationism and Its Critics (Le Dessein Intelligent du Créationnisme et ses Critiques) de Robert T. Pennock, Matthew J. Brauer et Daniel R. Brumbaugh écrivent que les partisans du dessein intelligent « fabriquent des dissidences » afin d’expliquer l’absence de débat scientifique à propos de leurs affirmations : « Les affirmations scientifiques de néo-créationnistes tels que Johnson, Denton et Behe reposent en partie sur l'idée que ces questions [à propos de l'évolution] font l'objet d'un débat réprimé entre biologistes. [...] Selon les néo-créationnistes, l'apparente absence de ce débat et le rejet quasi universel des revendications néo-créationnistes doivent être dus au complot fomenté par les biologistes professionnels et non à un manque de mérite scientifique. »
 

Dans leur livre de 2010 intitulé Biologie et Idéologie, de Descartes à Dawkins, Denis Alexander, spécialiste des sciences et de la religion, ainsi que Ronald L. Numbers, historien des sciences, ont lié le destin de la Dissidence à celui du mouvement du dessein intelligent au sens large : 

« Après plus d'une décennie d'efforts, le Discovery Institute a fièrement annoncé en 2007 qu'il avait atteint le nombre de 700 scientifiques de niveau doctorat comme signataires de Une dissidence scientifique contre le darwinisme. Bien que ce nombre puisse paraître important auprès de certains observateurs, il représentait moins de 0,023% des scientifiques du monde entier. Sur le front scientifique des Guerres de l'Évolution ayant un tel battage médiatique, les Darwinistes l'emportaient haut la main. La lutte idéologique entre le naturalisme (méthodologique) et le supernaturalisme ont continué à exister dans les fantaisies de ses fidèles et dans l'hyperbole de la presse. »

— Denis Alexander et Ronald L. Numbers, Biology and Ideology from Descartes to Dawkins
.

### Pertinence de l'expertise
Les accréditations énumérées et les domaines d’expertise des signataires ont également été critiqués, car de nombreux signataires provenaient de domaines universitaires sans absolument aucun rapport avec le sujet, tels que l’aviation et le génie civil, l’informatique et la météorologie.
En outre, la liste n'a été signée que par environ 0,01% des scientifiques provenant des domaines concernés. Selon la National Science Foundation, il y avait environ 955 300 biologistes aux États-Unis en 1999. Selon Kenneth Chang du New York Times, environ un quart seulement des 700 dissidents contre Darwin en 2007 sont des biologistes. Environ 40 % des dissidents contre Darwin n’étant pas identifiés comme résidant aux États-Unis, on comptait donc en 2007 environ 105 biologistes américains parmi les dissidents de Darwin, ce qui représente environ 0,01 % du nombre total de biologistes américains qui existaient en 1999. Or, la théorie de l'évolution est massivement acceptée par l'ensemble de la communauté scientifique. Le professeur Brian Alters de l'Université McGill, spécialiste de la controverse création-évolution, est cité dans un article publié par les NIH indiquant que « 99,9% des scientifiques acceptent l'évolution ».
De nombreuses organisations et publications ont reproché à la liste de manquer de véritables experts dans les domaines de recherche concernés, principalement la biologie. Les critiques ont noté que sur les 105 scientifiques signataires de la pétition originale de 2001, moins de 20 % étaient des biologistes, dont peu possédaient l'expertise nécessaire pour contribuer de manière significative à une discussion sur le rôle de la sélection naturelle dans l'évolution,.

### Autres critiques
Les critiques ont également noté que le libellé et la publicité de la déclaration initiale étaient, et restent, trompeurs et qu'un examen des signataires a suggéré que les nombreux doutes sur la théorie de l’évolution qu'ils soulevaient provenaient de croyances religieuses plutôt que scientifiques. Robert T. Pennock note qu'au lieu d'être une « dissidence large », le libellé de la déclaration est « très étroit, en omettant de mentionner la thèse évolutive de la descendance commune, de l'évolution humaine ou de l'un des éléments de la théorie de l'évolution, à l'exception du mécanisme darwinien, et même ce dernier a été mentionné d'une manière très limitée et plutôt vague. » Il conclut qu'il ne s'agit pas en réalité d'une « déclaration radicale ».
Les affirmations vantant l’importance de la liste ont également été qualifiées de malhonnêtetés intellectuelles car elles ne proviennent que d'une petite fraction de la communauté scientifique et comprennent un nombre encore plus réduit d’experts en la matière. Le Discovery Institute a répondu à certaines de ces critiques,.

### Affiliations et accréditations
Barbara Forrest et Glenn Branch disent que le Discovery Institute déforme délibérément les affiliations institutionnelles des signataires de la déclaration Une dissidence scientifique du darwinisme. Les institutions figurant dans la liste résultent du choix délibéré du Discovery Institute de ne présenter que les affiliations les plus prestigieuses disponibles pour chaque individu. Par exemple, si une personne a été formée dans une institution plus prestigieuse que celle à laquelle elle est actuellement affiliée, l’école où elle a obtenu son diplôme sera plus souvent listée, sans que la distinction soit clairement indiquée dans la liste. Ceci est contraire à la pratique académique et professionnelle standard.
Par exemple, les établissements énumérés pour Raymond G. Bohlin, Fazale Rana et Jonathan Wells étaient respectivement l’Université du Texas à Dallas, l'Université de l'Ohio et l’Université de Californie à Berkeley, où ils ont obtenu leur doctorat. Cependant, leurs affiliations actuelles sont très différentes : le groupe Probe Ministries pour Bohlin, le groupe Reasons to Believe pour Rana et le Centre National pour la Science et la Culture du Discovery Institute pour Wells ; ces trois entités sont affiliées au créationnisme. Beaucoup de ceux qui ont signé la liste ne sont pas des scientifiques actuellement en activité, et certains n'ont jamais travaillé en tant que scientifiques. De plus, si un signataire a été auparavant chef de département ou président d'un institut, seront répertoriés dans la liste son poste et son passé les plus prestigieux et non son poste actuel.
Les personnes ayant le statut d'invité des institutions prestigieuses se verront répertorier cette affiliation, pas leurs institutions d'origine plus humbles. Par exemple, Bernard d'Abrera, écrivain et éditeur de livres sur les papillons, figure sur la liste en tant que Chercheur invité, Département d'Entomologie du British Museum (Histoire Naturelle), bien que ce musée soit devenu indépendant du British Museum trois décennies auparavant et avait officiellement changé de nom pour devenir le Natural History Museum près de dix ans avant la pétition. La principale affiliation d'Abrera est avec sa maison d'édition Hill House Publishers. d'Abrera n'a pas non plus de doctorat, ni de diplôme scientifique officiel (son diplôme de premier cycle était une double année d'études en histoire et philosophie des sciences), alors que les créationnistes l'ont appelé Dr d'Abrera, bien que ce titre lui ait été retiré depuis. Le Discovery Institute recrute actuellement des personnes ayant un doctorat pour signer la pétition Dissent.
Au moins un autre signataire, Forrest Mims, n’a ni doctorat ni formation académique officielle en sciences. De plus, au moins sept signataires en cours de recrutement ont obtenu leur diplôme d'études supérieures en dehors des domaines « d'ingénierie, de mathématiques, d'informatique, de biologie, de chimie ou d'une des autres sciences naturelles » : Ronald R. Crawford a obtenu son diplôme de Docteur en éducation en sciences de l'éducation, David Berlinski, Tom McMullen et Stephen C. Meyer sont titulaires d'un doctorat en histoire et philosophie des sciences, Angus Menuge est titulaire d'un doctorat en philosophie de la psychologie ; et au moins six signataires, Jeffrey M. Schwartz, Ricardo León Borquez (à tort répertorié comme Ricardo Leon), Gage Blackstone, Daniel Galassini, Mary A. Brown et Thomas C. Majerus, ont des doctorats professionnels (comme un MD, DVM ou PharmD) et non un doctorat en recherche.
En outre, dans les premières éditions de la liste, Richard Sternberg était décrit comme « Richard Sternberg, zoologie des invertébrés, Musée National d'Histoire Naturelle de la Smithsonian Institution » bien que Sternberg n'ait jamais été un membre du personnel du Smithsonian, mais un associé de recherche non rémunéré. Au moment de signer la liste, Sternberg était le rédacteur en chef sortant des Proceedings of the Biological Society of Washington, une revue de biologie mineure, où il avait joué un rôle central dans une controverse portant sur l'examen par les pairs. Des versions ultérieures de la liste mentionnent l'affiliation de Sternberg avec les alma maters de Sternberg, à savoir l'Université Internationales de Floride et de Binghamton. Actuellement, Sternberg est membre du personnel scientifique de GenBank, la base de données génétiques des National Institutes of Health.
Les critiques disent également que le Discovery Institute gonfle les références académiques et les affiliations de signataires tels que Henry F. Schaefer. L’institut affirme fréquemment et régulièrement que Schaefer a été nommé pour le prix Nobel de chimie,. Barbara Forrest et d'autres allèguent que le Discovery Institute gonfle sa réputation en le qualifiant constamment de « cinq fois candidat au prix Nobel » alors que les candidatures au prix Nobel restent confidentielles pendant cinquante ans et qu'il existe environ 250 à 300 nominations pour chaque prix par an.
En analysant les données de 34 signataires de la liste Dissidence britanniques ou formés en Grande-Bretagne, le British Centre for Science Education, anti-créationniste, a soulevé des doutes quant aux affiliations alléguées et à l'expertise pertinente de ceux figurant sur la liste.

### Défaillances et désaccords
Le Centre national de l'éducation scientifique (NCSE) a interrogé un échantillon de signataires et a constaté que certains d'entre eux étaient moins critiques à l'égard du darwinisme que ne l'indiquait l'annonce publicitaire,. Il leur a écrit à tous pour leur demander s'ils pensaient que les êtres vivants partageaient des ancêtres communs et si les hommes et les singes partageaient des ancêtres communs. Selon Eugénie Scott du NCSE, quelques-uns des signataires ont répondu qu'ils acceptaient ces principes mais ne pensaient pas que la sélection naturelle pouvait expliquer les origines de la vie. Cependant, les réponses ont cessé lorsque, selon Scott, le Discovery Institute a découvert cette enquête et conseillé aux signataires de ne pas répondre. Elle en a conclu que « au moins certains des scientifiques les plus avertis n'ont pas interprété cette déclaration de la manière dont elle était destinée [par le Discovery Institute] à être interprétée par le grand public ».
Par exemple, le signataire Stanley N. Salthe, scientifique invité à l'Université d’État de New York de Binghamton, qui se décrit comme athée, a déclaré que, lorsqu’il avait approuvé la pétition, il n’avait aucune idée de ce qu’était le Discovery Institute. Salthe a déclaré : « Je l'ai signée dans un moment d'irritation » et a déclaré que les biologistes de l'évolution étaient injustes en supprimant des idées contradictoires avec les leurs. Il a déclaré : « Elles méritent d'être examinées, pour ainsi dire. C’était ma façon de leur faire un pied de nez. » mais n'a pas été convaincu par le dessein intelligent et a conclu : « De mon point de vue, c’est un fléau pour vos deux communautés. »
Au moins un des signataires de "Une dissidence scientifique issue du darwinisme" s'est retiré de la liste, affirmant qu'il se sentait induit en erreur. Robert C. Davidson, chrétien, scientifique, médecin et professeur à la retraite de la faculté de médecine de l'Université de Washington, a déclaré après avoir signé qu'il était choqué lorsqu'il avait découvert que le Discovery Institute appelait l'évolution « une théorie en crise ». « C'est risible : il y a eu des millions d'expériences sur plus d'un siècle qui soutiennent l'évolution », a déclaré Davidson. « On questionne toujours certaines parties de la théorie, comme pour toute théorie, mais il n'y a pas de réelle controverse scientifique à ce sujet. [...] Quand j'ai rejoint l'équipe, je ne pensais pas qu'il s'agissait de dénigrer l'évolution. C'est de la pseudo-science, au mieux. [...] Ce qu'ils font, c'est susciter un conflit entre science et religion. »

## Contre-pétitions
Répondant sous forme de parodie humoristique, le National Center for Science Education a lancé le projet Steve, une liste de scientifiques nommés Steve, ou son équivalent (comme Stephanie ou Esteban), pour signer une déclaration en faveur de l'évolution. Au 17 mars 2017, le Steve-o-mètre a enregistré 1 412 Steve. Un porte-parole du Discovery Institute a répondu que « si le projet Steve devait montrer qu'une majorité considérable de la communauté scientifique accepte une conception naturaliste de l’évolution, le Centre national pour l'enseignement des sciences (NCSE) aurait pu économiser son énergie – ce fait n’a jamais été remis en cause. La question la plus intéressante était de savoir si des scientifiques sérieux rejetaient une conception naturaliste de l'évolution. »
Après que Discovery Institute a présenté la pétition dans le cadre d'un mémoire amicus curiae dans l'affaire Kitzmiller v. Dover Area School dont le procès s'est tenu en octobre 2005, une contre-pétition intitulée Un soutien scientifique au darwinisme a été lancée et a rassemblé 7 733 signatures de scientifiques en quatre jours.
Le 6 juillet 2015, le Clergy Letter Project a recueilli les signatures de 13 008 membres du clergé chrétien américain qui « croient que les vérités intemporelles de la Bible et les découvertes de la science moderne pourraient aisément coexister ». Plus de 500 membres du clergé juif ont signé une lettre de rabbin similaire,. Le Clergy Letter Project a également fait circuler une "lettre d'imam" affirmant que « les vérités intemporelles du Coran pourraient aisément coexister avec les découvertes de la science moderne ».